# Zanclopteryx subsimilis
Zanclopteryx subsimilis är en fjärilsart som beskrevs av W. Warren 1897. Zanclopteryx subsimilis ingår i släktet Zanclopteryx och familjen mätare. Inga underarter finns listade i Catalogue of Life.